# Naschī

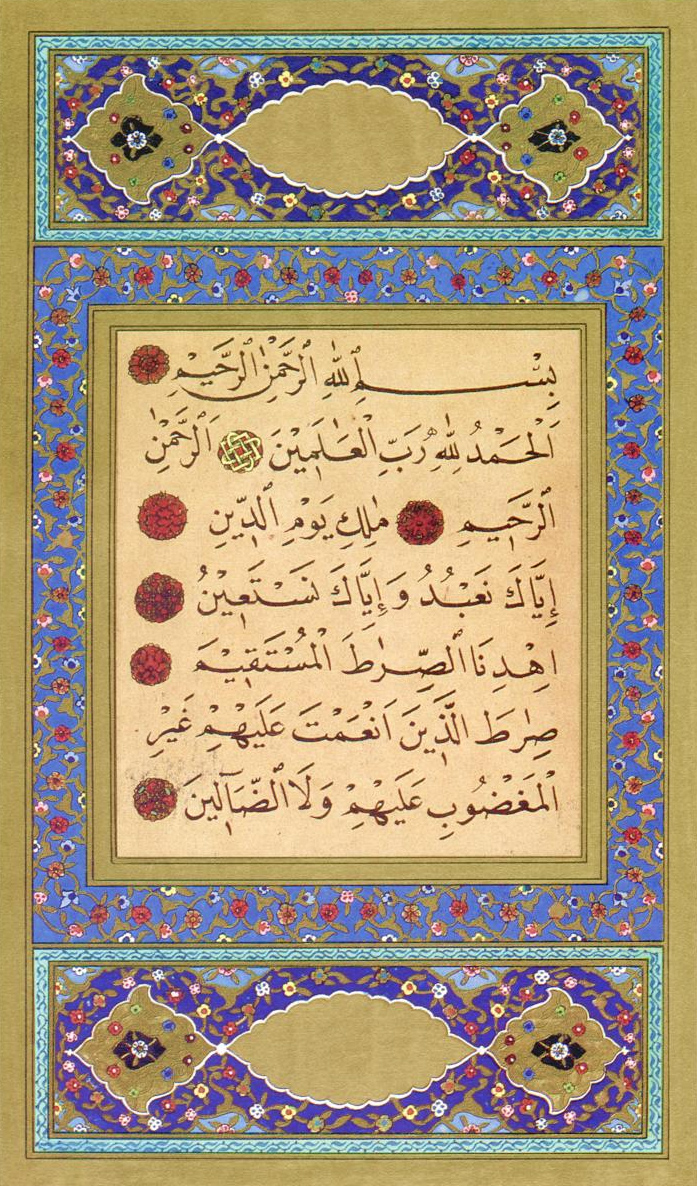
Erste Sure des Koran in Nasch

Naschī (Aussprache: Nas-chi mit ch=[⁠χ⁠]) oder die Naschi-Schrift (arabisch قلم النسخ, DMG qalam an-nasḫ, oder الخط النسخي, DMG al-ḫaṭṭ an-nasḫī, von نسخ, DMG nasaḫa ‚abschreiben, kopieren‘), ist eine kalligraphische Form der arabischen Schrift.
Die erste Kodifizierung der Schrift mit geometrischen Mitteln geht auf den Kalligrafen Ibn Muqla (885/6–20. Juli 940) zurück. Aufgrund ihrer Eleganz und ihrer besseren Lesbarkeit ersetzte sie ab dem 10. Jahrhundert allmählich die ältere, weniger gerundete Kufi als Hauptschrift für das Schreiben des Korans und entwickelte sich bald zur dominierenden arabischen Schriftart. Die Beschreibung der Eigenschaften des Propheten Mohammed in den Hilya wurden häufig im Naschī-Duktus ausgeführt.

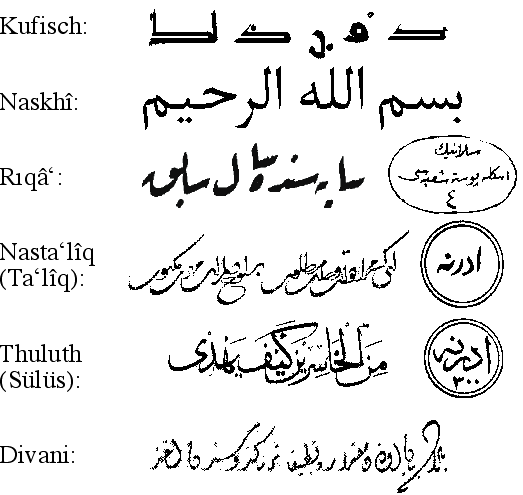
Arabische Schriftarten

Für Bücher und Zeitungen im Iran wird gewöhnlich der Schrifttyp des Nasch (نسخ) verwendet.

## Beispiele

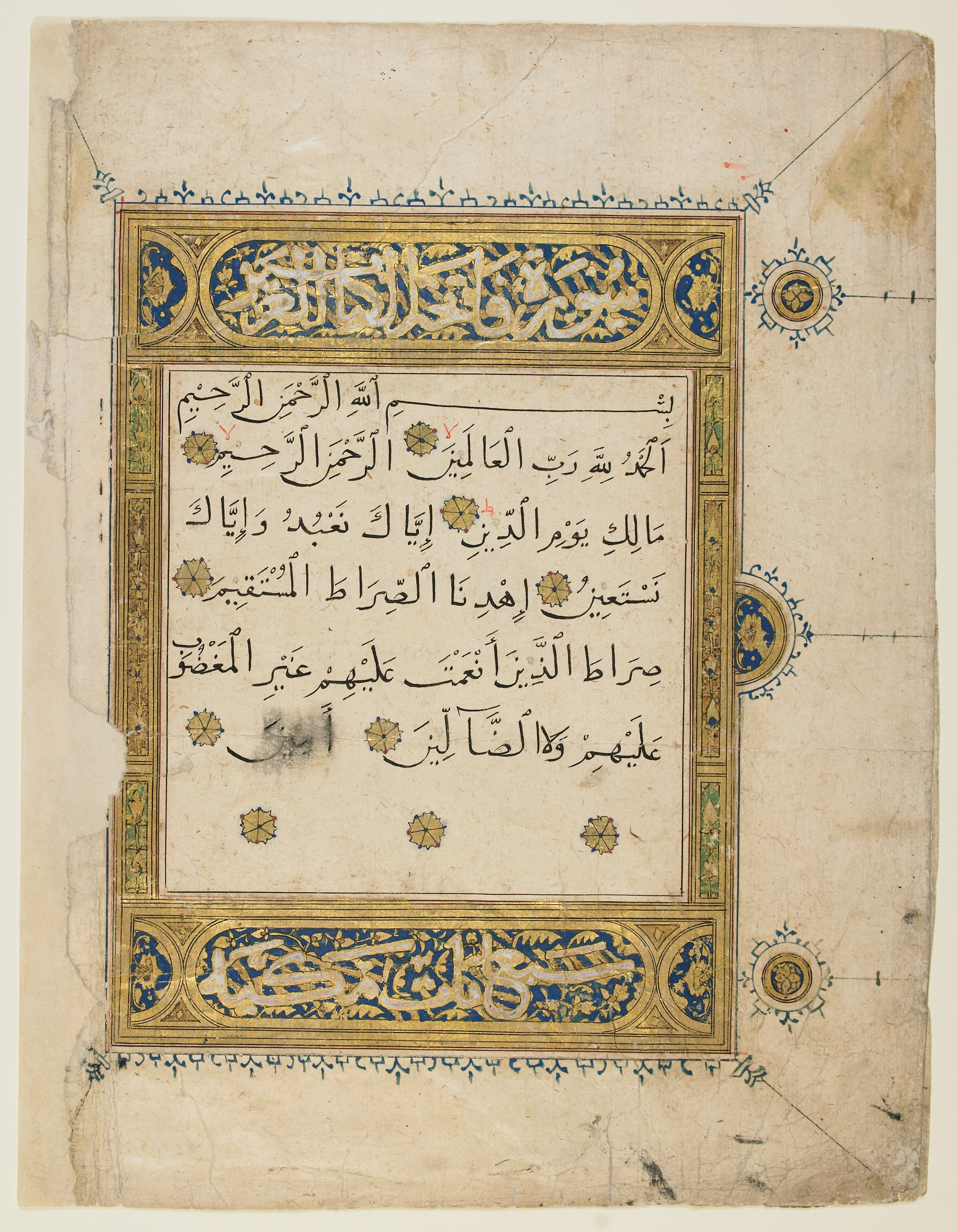
Koran aus dem 14. oder 15. Jahrhundert mit Textkörper in Naschi
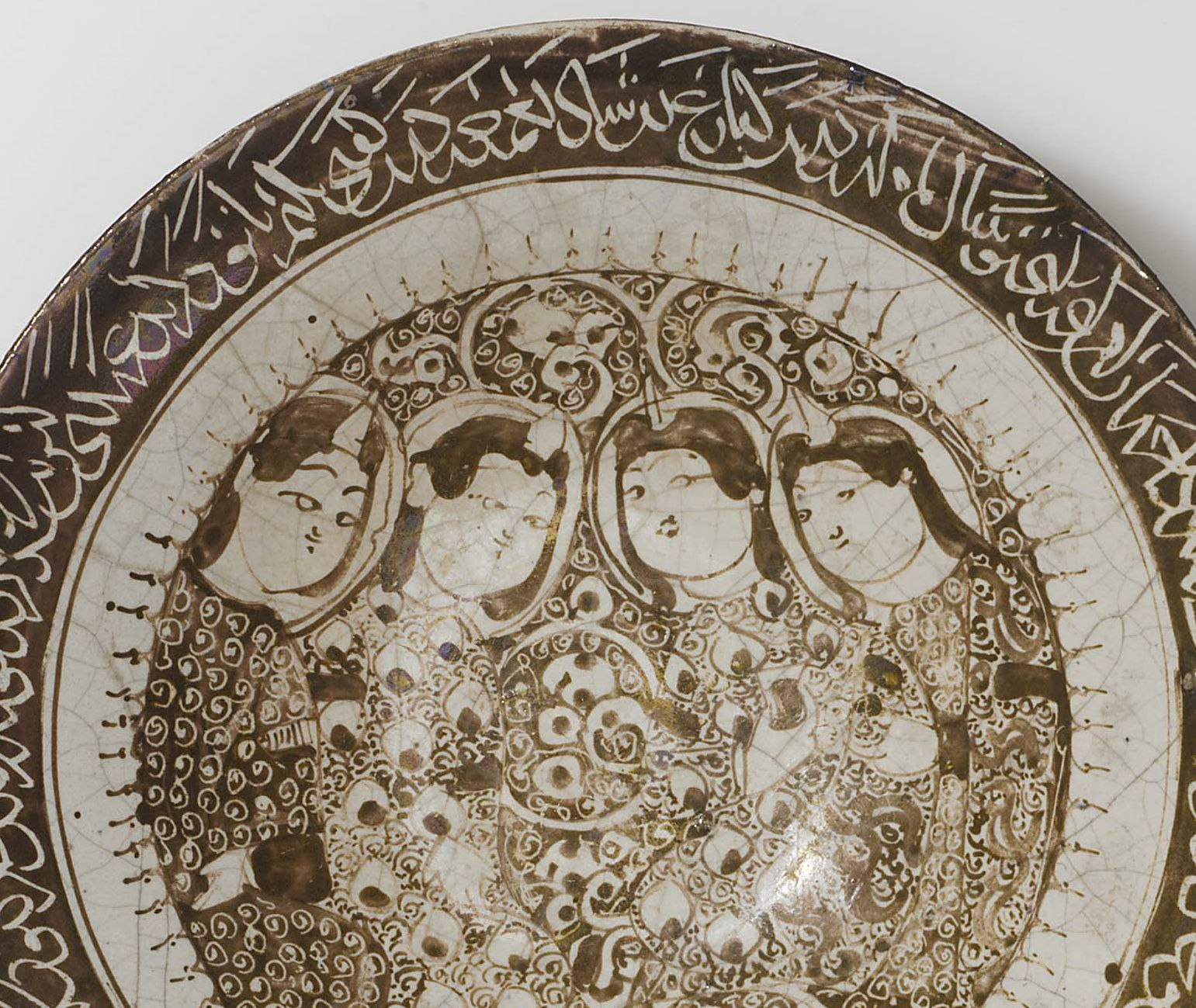
Steinputzschale aus dem 13. Jahrhundert, Iran, mit einem Gedicht in Naschi entlang des Rands